# Mesoderini
Mesoderini – wymarłe plemię chrząszczy z rodziny pływakowatych i podrodziny Liadytiscinae. Obejmuje 5 opisanych gatunków. Żyły w kredzie na terenie współczesnych Chin.

## Morfologia
Chrząszcze o jajowatym w obrysie ciele osiągające od 10 do 18 mm długości i od 4,7 do 7,5 mm szerokości, co stanowi średnie jak na chrząszcze wodne rozmiary. Głowa ich zaopatrzona jest w oczy złożone o niewyciętych przednich krawędziach, częściowo wgłębiona w przedtułów. Między przedpleczem i nie szerszymi od niego pokrywami leży widoczna od zewnątrz tarczka. Pokrywy są jajowate w zarysie, pozbawione wcięcia czy kolca na wierzchołku. Powierzchnia pokryw jest gładka, pozbawiona bruzd i szeregów punktów. Biodra przedniej i środkowej pary odnóży są zaokrąglone, tylnej zaś poprzeczne, lekko ku przodowi rozszerzone i pośrodkowo wcięte. Największa, mierzona równolegle do osi podłużnej ciała długość płytek zabiodrzy jest ponad 1,2 raza większa od największej długości płatów bocznych (skrzydełek) zapiersia. Linie zabiodrzy są silnie ku przodowi rozbieżne. Wyrostki zabiodrzy są ku przodowi nieco zwężone, a na tylnych brzegach zaokrąglone. Tylna para odnóży ma długie, w pozycji rozprostowanej sięgające środek długości czwartego spośród widocznych sternitów odwłoka (wentrytu) uda, nie dłuższe od nich golenie oraz równej długości pazurki na stopach.

## Taksonomia
Podrodzina Liadytiscinae wprowadzona została w 2010 roku przez Aleksandra Prokina i Ren Donga. W 2013 roku została ona przez Prokina i współpracowników podzielona na dwa plemiona, Liadytiscini i Mesoderini. Do tego ostatniego zalicza się 5 opisanych gatunków, zgrupowanych w dwóch rodzajach:
- Mesoderus Prokin et Ren, 2010
- Mesodytes Prokin et al., 2013

Wszyscy przedstawiciele podrodziny znani są z datowanych na kredę skamieniałości odnalezionych na terenie Chin w Formacji Yixian.